# Гуаринус
Гуаринус (порт. Guarinos)  —  муниципалитет в Бразилии, входит в штат Гояс. Составная часть мезорегиона Центр штата Гойас. Входит в экономико-статистический  микрорегион Серис. Население составляет 2203 человека на 2006 год. Занимает площадь 595,865 км². Плотность населения — 3,7 чел./км².

## Статистика
- Валовой внутренний продукт на 2003 год составляет 9 802 922,00 реалов (данные: Бразильский институт географии и статистики).
- Валовой внутренний продукт на душу населения на 2003 год составляет 3925,88 реалов (данные: Бразильский институт географии и статистики).
- Индекс развития человеческого потенциала на 2000 год составляет 0,694 (данные: Программа развития ООН).